# آندرس راندولف
آندرس راندولف (انگلیسی: Anders Randolf؛ ‏ ۱۸ دسامبر ۱۸۷۰ – ۲ ژوئیهٔ ۱۹۳۰) هنرپیشه اهل دانمارک بود.
از فیلم‌ها یا برنامه‌های تلویزیونی که وی در آن نقش داشته‌است، می‌توان به نمایش نمایش‌ها، بوسه، ۴ ابلیس، وایکینگ، دزد دریایی سیاه، کشتی نوح، اشتباه دوباره، و شب زنده‌داران اشاره کرد.